# エンリコ・フェルミ
エンリコ・フェルミ（Enrico Fermi、1901年9月29日 – 1954年11月28日）は、イタリア、ローマ出身の物理学者。
統計力学、量子力学および原子核物理学の分野で顕著な業績を残しており、中性子による元素の人工転換の実験で新規の放射性同位元素を数多く作った。1938年にノーベル物理学賞を受賞した。また、マンハッタン計画に参画し、世界初の原子炉の運転に成功し、「核時代の建設者」「原子爆弾の建設者」とも呼ばれた。
フェルミに由来する用語は数多く、熱力学・統計力学のフェルミ分布、フェルミ準位、量子力学におけるフェルミ粒子、原子核物理学のフェルミウムの元素名の他、フェルミ推定の方法論やフェルミのパラドックスという問題にその名を残している。実験物理と理論物理の双方において世界最高レベルの業績を残した、史上稀に見る物理学者であった。

## 生涯

### 生い立ち
1901年、イタリア王国ラツィオ州ローマに生まれる。公務員アルベルト・フェルミと教師イダ・デガティスとの間の第3子であった。彼には2歳年上の姉マリアと1歳年上の兄ジュリオがおり、彼らと同じように田舎に預けられ、2歳半の時に家族のもとに帰ることとなった。ローマ・カトリックの家系だったので祖父母の希望で洗礼を受けたが、特に信心深かったというわけでもなく後にフェルミは不可知論の立場を取ることになる。

### ピサ高等師範学校時代
1918年、トスカーナ州の古都ピサに移り、ピサ高等師範学校およびピサ大学に入校、物理学を学ぶ。非凡な才能を発揮してすぐに教師達を追い越してしまい、教師から相対性理論について教えを請われたこともあった。またここで、同い年でやはり物理学専攻のフランコ・ラゼッティと知り合い、親友となった。
1922年に学位を取得したのちドイツのゲッティンゲン大学に留学し、ローマ・ラ・サピエンツァ大学で講師として1年間物理学を教えた後、オランダのライデン大学へと再度留学し、1925年にはフィレンツェ大学で臨時講師となった。1926年には「フェルミ統計」に関する理論を発表して世界的な名声を得た。フェルミ統計は、電子の振る舞いにパウリの排他原理を導入した新しい統計力学だった。同時期にポール・ディラックも同様の結論を導き出していたため、フェルミ統計は「フェルミ＝ディラック統計」とも呼ばれる。電子や陽子など、フェルミ統計に従う素粒子を総称してフェルミ粒子と呼ぶ。フェルミ統計は、金属の熱伝導や、白色矮星の安定性に関する理論的な基礎を与えるものである。

### ローマ大学時代
1926年、物理学者のオルソ・コルビーノがローマ・ラ・サピエンツァ大学に理論物理学の教授職を新設し、フェルミは20代半ばにして同大学の理論物理学教授に就任した。フェルミはここで親友のラゼッティとともに研究チームを作り、まず生徒としてエドアルド・アマルディとエミリオ・セグレがやってきた。さらにその後、オスカー・ディアゴスティーノ、エットーレ・マヨラナ、ブルーノ・ポンテコルヴォらが研究チームに加わり、このラガッツィ・ディ・ヴィア・パニスペルナ（パニスペルナ通りの少年達）と呼ばれる若いチームは世界でも第一級の研究チームとなっていった。また、1928年にはラウラ・カポーネと結婚している。ここで、フェルミはニュートリノの存在を導入したベータ崩壊の理論（フェルミのベータ崩壊の理論）を完成させた。また、自然に存在する元素に中性子を照射することによって、40種類以上の人工放射性同位元素を生成した。さらに、熱中性子を発見し、その性質を明らかにした。これらの成果によって、1938年にノーベル物理学賞を受賞した。しかしこのころイタリアはベニート・ムッソリーニのファシスト政権下にあり、妻のラウラ・カポーネがユダヤ人であったため、ユダヤ人排撃の動きが強まる中、フェルミはアメリカの大学からの招聘依頼を獲得し、国外移住を決意する。そしてノーベル賞授賞式出席のためにイタリアを出国し、ストックホルムで賞を受け取ったのち、そのままアメリカに移住した。

### マンハッタン計画
アメリカに移ったフェルミは1939年、コロンビア大学の物理学教授となった。アメリカへの移住直後にフェルミは、オットー・ハーンがドイツで核分裂実験を成功させたと知る。
アメリカでは核分裂反応の研究に従事し、1942年、シカゴ大学で世界最初の原子炉「シカゴ・パイル1号」を完成させ、原子核分裂の連鎖反応の制御に史上初めて成功した。この原子炉は原子爆弾の材料となるプルトニウム生産を実証するためのものであった。その後もアメリカ合衆国の原子爆弾開発プロジェクトであるマンハッタン計画で中心的な役割を演じ、シカゴ、オークリッジ・サイト、そしてプルトニウム生産を行ったハンフォード・サイトの新たな原子炉建設に関わった。1944年にロスアラモス国立研究所の副所長となり、フェルミの名にちなみF部門と呼ばれた部門を率い、研究・理論を始め多方面で開発を監督した。
しかし、その後の水素爆弾の開発には倫理的な観点から反対をしている。第二次世界大戦後はシカゴ大学で宇宙線の研究を行った。1954年、癌により死去。死の床においても、点滴のしずくが落ちる間隔を測定し、流速を算出していたという。彼がイタリアで率いた同年代の研究仲間たち（ラガッツィ・ディ・ヴィア・パニスペルナ）は、後にアメリカやソビエトへ渡り、米ソの素粒子物理学の基礎を築いた。
エンリコ・フェルミにちなみ、原子番号100の元素は1955年にフェルミウム (Fermium)と命名されている。また、10のマイナス15乗メートルは1フェルミとされた。小惑星の一つもフェルミと名付けられた。

## エピソード
フェルミ推定の由来になるなどおおよその値を計算する「概算」の達人であったといわれ、原子爆弾の爆発の際、ティッシュペーパーを落とし、その動きから爆風を計算し、爆発のエネルギーを見積もったという逸話がある。
「宇宙には沢山の生命体が存在し、知的生命体も多数あると考えられるのに、なぜ地球に飛来した痕跡が無いのか」という「フェルミのパラドックス」を提示。後のドレイクの方程式に繋がる。

## 受賞歴
- 1926年 - マテウチ・メダル
- 1938年 - ノーベル物理学賞
- 1942年 - ヒューズ・メダル
- 1952年 - リヒトマイヤー記念賞
- 1953年 - ランフォード賞
- 1954年 - マックス・プランク・メダル[19]

## 著作
- ジェームズ・チャドウィックと共著『中性子の発見と研究』（木村一治・玉木英彦訳、大日本出版、1950）doi:10.11501/1374190
- Nuclear Physics. The University of Chicago Press. (1950)
  - 『原子核物理学』（小林稔ほか訳、吉岡書店、1954）doi:10.11501/1375995
- Elementary Particles. Yale Univercity Press. (1951)
  - 『素粒子』（村田良夫訳、東京図書、1969）doi:10.11501/12592707
- thermodynamics. Prentice-Hall. (1937)
  - 『フェルミ熱力学』（加藤正昭訳、三省堂、1973）doi:10.11501/12592333

## 伝記
- ローラ・フェルミ『わが夫エンリコ・フェルミ――原子力時代を築いた人』（崎川範行訳、法政大学出版局、改訂版1966）
- ローラ・フェルミ『フェルミの生涯 家族の中の原子』（崎川範行訳、法政大学出版局、1977）、回想記
- ローラ・フェルミ『二十世紀の民族移動　亡命の現代史1・2』（掛川トミ子・野水瑞穂訳、みすず書房、1972）、シリーズは全6巻
- ピエール・ド・ラティル『エンリーコ・フェルミ 原子の国のコロンブス』（遠藤真二訳、河出書房新社、1969）
- エミリオ・セグレ『エンリコ・フェルミ伝 原子の火を点じた人』（久保亮五・久保千鶴子訳、みすず書房、1976）
- ダン・クーパー『エンリコ・フェルミ　原子のエネルギーを解き放つ』（梨本治男訳、大月書店、2007）、オックスフォード科学の肖像・シリーズ全21冊